# Micah Potter
Micah Potter (ur. 6 kwietnia 1998 w Mentorze) – amerykański koszykarz, występujący na pozycjach silnego skrzydłowego lub środkowego, obecnie zawodnik Utah Jazz.
W 2021 reprezentował Miami Heat podczas rozgrywek letniej ligi NBA w Las Vegas oraz w kilku spotkaniach przedsezonowych. Rok później występował w niej jako zawodnik New York Knicks.

## Osiągnięcia
Stan na 20 stycznia 2023, na podstawie, o ile nie zaznaczono inaczej.

### NCAA
- Uczestnik rozgrywek II rundy turnieju NCAA (2018, 2021)
- Mistrz sezonu regularnego konferencji Big 10 (2020)
- Zaliczony do I składu Academic All-Big Ten (2018)

### Indywidualne
- Zaliczony do I składu debiutantów G-League (2022)